# كلير غروغان
كلير غروغان (بالإنجليزية: Clare Grogan)‏ هي كاتِبة وكاتبة أغاني ومغنية وممثلة بريطانية، ولدت في 17 مارس 1962 في غلاسكو في المملكة المتحدة.

## وصلات خارجية
- كلير غروغان على موقع IMDb (الإنجليزية)
- كلير غروغان على موقع ميوزك برينز (الإنجليزية)
- كلير غروغان على موقع أول موفي (الإنجليزية)
- كلير غروغان على موقع أول ميوزيك (الإنجليزية)
- كلير غروغان على موقع ديسكوغز (الإنجليزية)
- كلير غروغان على موقع قاعدة بيانات الفيلم (الإنجليزية)